# Караччоло, Баттистелло
Баттистелло Караччоло, настоящее имя Джованни Баттиста Караччоло (итал. Battistello Caracciolo 7 декабря 1578, Неаполь — 23 декабря 1635, Неаполь) — итальянский живописец эпохи раннего барокко. караваджист. Он был одним из самых выдающихся художников-караваджистов неаполитанской школы, а также, вместе с Хусепе Риберой, Массимо Станционе, Маттиа Прети и Лукой Джордано, одним из самых влиятельных представителей неаполитанской живописи семнадцатого века.

## Биография
Биографических сведений о художнике сохранилось крайне мало. Неизвестно, какое образование имел Караччоло: историограф Бернардо де Доминичи в разделе, касающемся биографии Караччоло в своих «Жизнеописаниях неаполитанских живописцев, скульпторов и архитекторов» (Vite de' pittori, scultori ed architetti napoletani, 1742), полагал, что он мог быть учеником Франческо Императо (ок. 1520—1570). Этот факт документально не подтверждён. Предположительно, Караччоло был горбатым, что объясняет его насмешливое прозвище «Баттистелло» (итал. Battistello). В иной версии будущий художник назван именем известного в то время итальянского математика.
Первое художественное образование он получил в мастерской местного художника Фабрицио Сантафеде (1560—1635). 3 августа 1598 года, в возрасте двадцати лет, Караччоло женился на Беатрис де Марио. У них было десять детей, восемь из которых дожили до взрослого возраста.
В 1612 году художник совершил поездку в Рим. Раннее произведение Караччоло, показывающее влияние римских впечатлений, в частности, Орацио Джентилески, — это алтарная картина «Освобождение Святого Петра из темницы» (1615), написанная для церкви Пио-Монте-делла-Мизерикордия (Pio Monte della Misericordia) в Неаполе, которая будет помещена рядом с картиной «Семь деяний милосердия» Караваджо, написанной для той же церкви. К тому времени Баттистелло Караччоло стал лидером новой неаполитанской школы, распределяя своё время между церковными заказами (алтари и, что необычно для караваджистов, фресками) и картинами для частных покровителей.
В 1612 и 1614 годах Баттистелло посетил Рим, а в 1618 году — снова Рим, Флоренцию и Геную. Скончался художник 23 декабря 1635 года в Неаполе.

## Творчество
Рождение необычной манеры живописи Баттистелло произошло после посещения Неаполя на рубеже 1609—1610 годов Микеланджело Меризи да Караваджо. Невиданная ранее художниками Неаполя манера работать с тёмными тонами и эффектами бокового освещения, крупными фигурами в сильных ракурсах, приближенными к переднему краю картины, была быстро воспринята наиболее одарёнными неаполитанскими живописцами, среди которых были Хосе де Рибера и его ученик Лука Джордано, Массимо Станционе, Карло Селлитто, Маттиа Прети.
Караччоло был всего на пять лет моложе Караваджо, был одним из первых, кто принял новый стиль. Поэтому он справедливо считается одним из основателей неаполитанской школы караваджизма.
После первого периода, в течение которого Караччоло в основном выполнял частные заказы, его крупной работой стал главный алтарь церкви Санта-Мария-делла-Стелла в Неаполе (1607), представляющий «Непорочное зачатие со святыми Домиником и Франциском да Паола».
Дарование Баттистелло Караччоло оказалось несколько меньшим, а колористические качества не столь яркие, как у самого Караваджо. Тем не менее, он доказал способность к драматическим сюжетам и колористическим поискам, что станет его преимуществом в создании картин среднего периода творчества.
Позднее Караччоло испытал влияние художников болонской школы: Лодовико Карраччи и его братьев. Это прибавило к его индивидуальному стилю элементы академизма, например, на фреске «Омовение ног» 1622 года в монастыре Чертоза-ди-Сан-Мартино в Неаполе.
С конца 1616 до середины 1619 года Караччоло совместно с Филиппо Витале и Джованни Винченцо Форли создавал плафонные росписи церкви Аннунциаты в Капуе: «Благовещение», «Рождество», «Обрезание Христа» и «Сошествие Святого Духа на апостолов» (росписи были повреждены в 1943 году бомбардировками во время Второй мировой войны и испорчены неудачной реставрацией в 1960—1970-х годах).

## Галерея

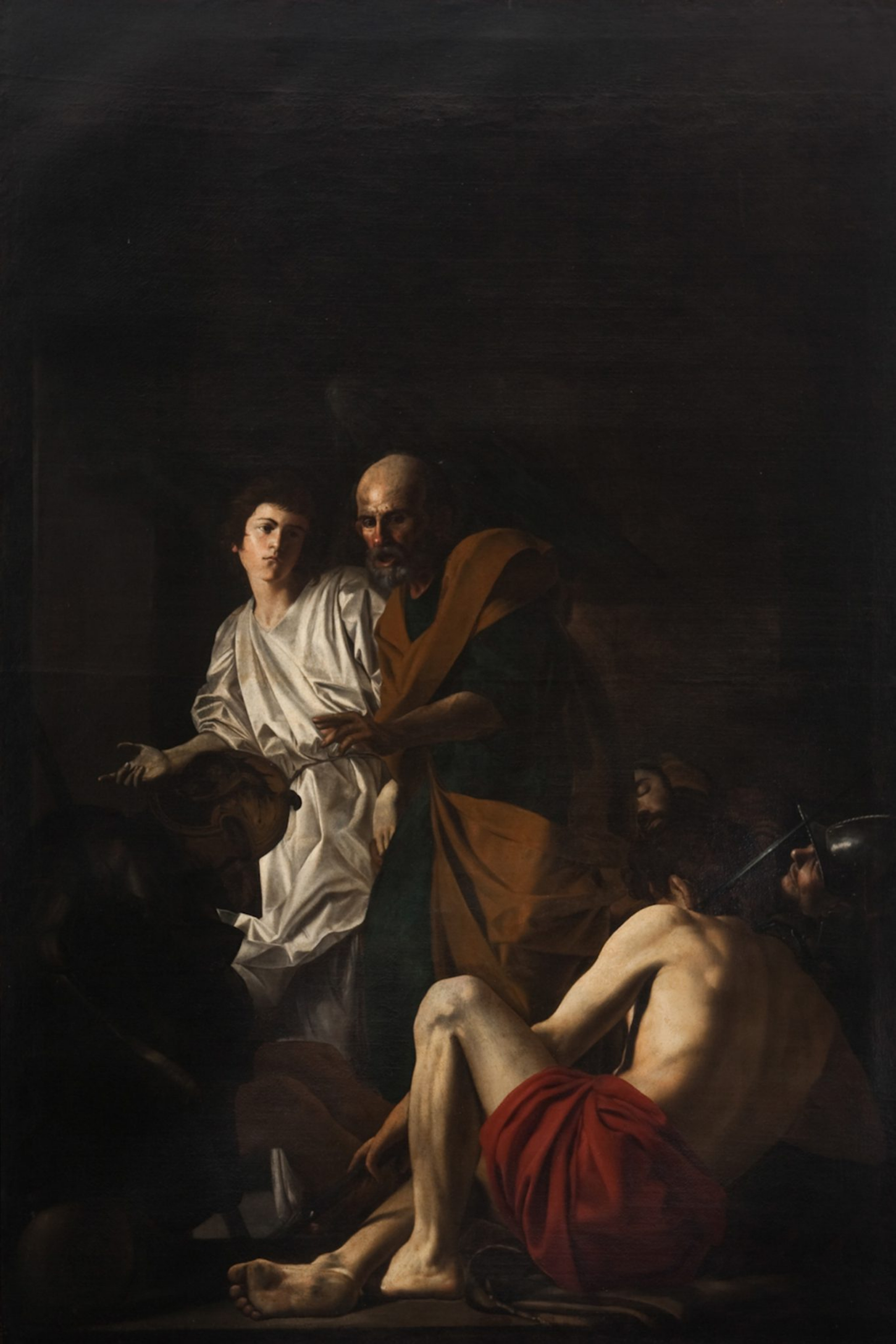
Освобождение апостола Петра из темницы. 1615. Холст, масло. Церковь Пио- Монте-делла-Мизерикордия, Неаполь
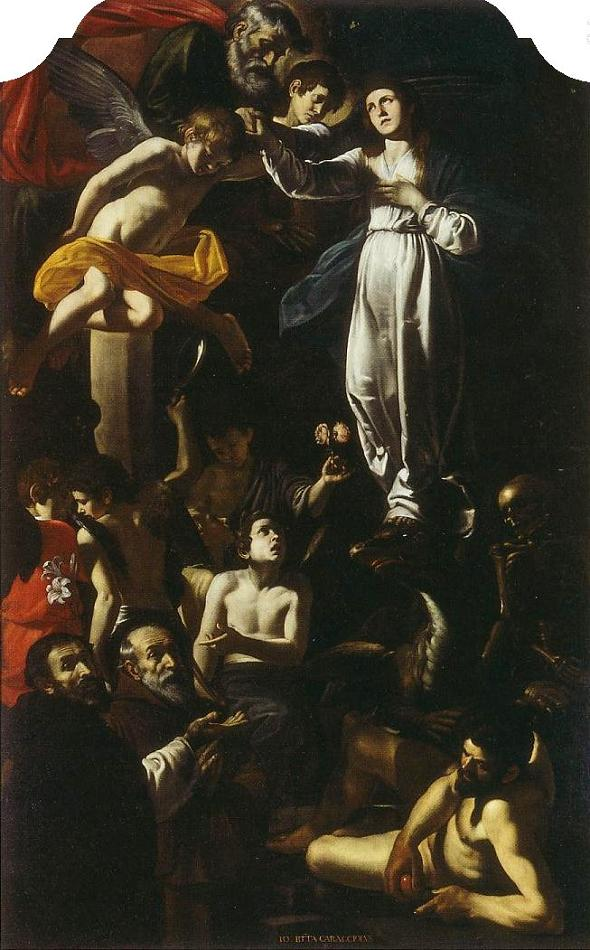
Непорочное зачатие со святыми Домиником и Франциском да Паола. 1607. Холст, масло. Церковь Санта-Мария-делла-Стелла, Неаполь
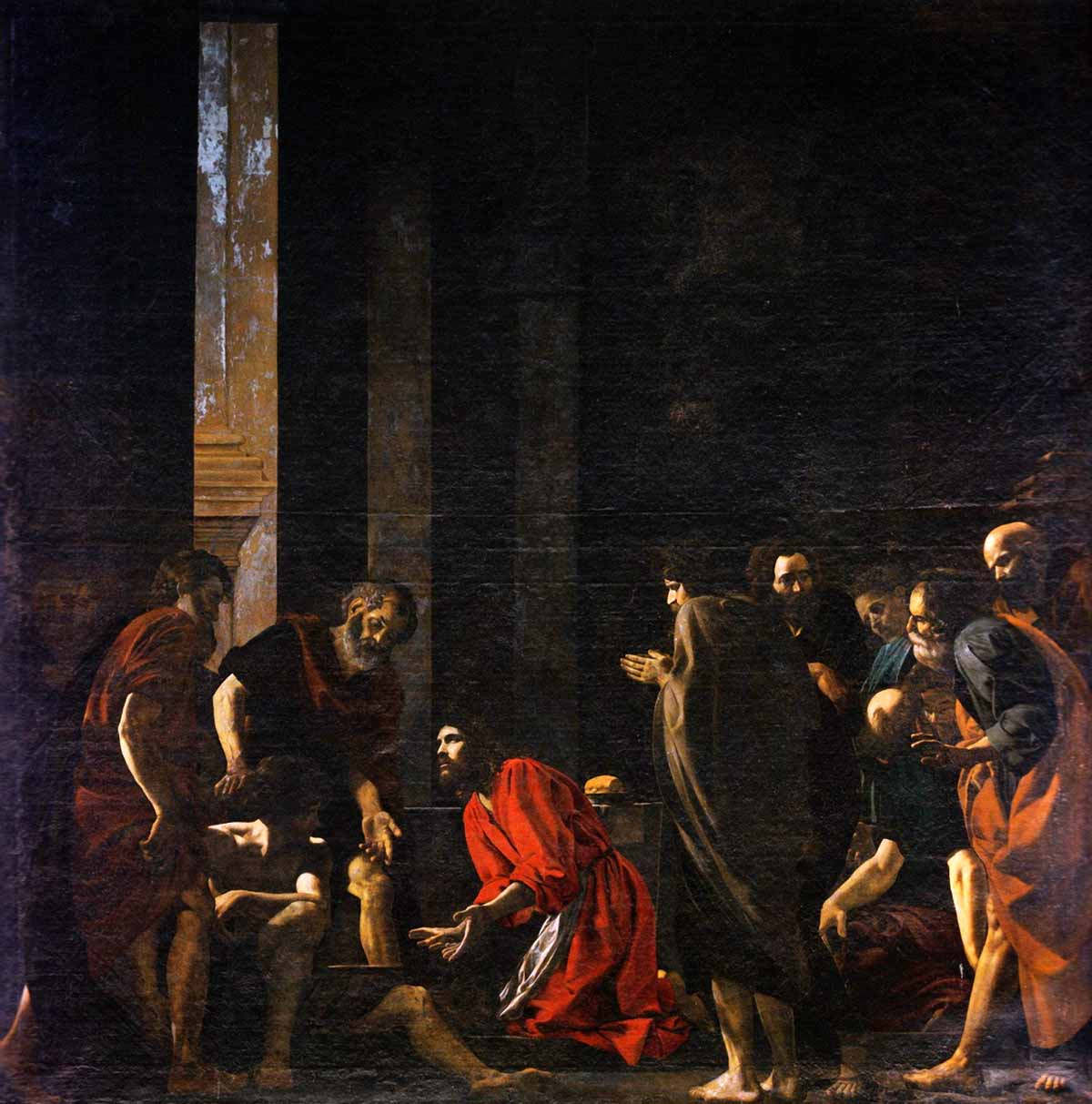
Омовение ног. 1607. Холст, масло. Церковь Санта-Мария-делла-Стелла, Неаполь
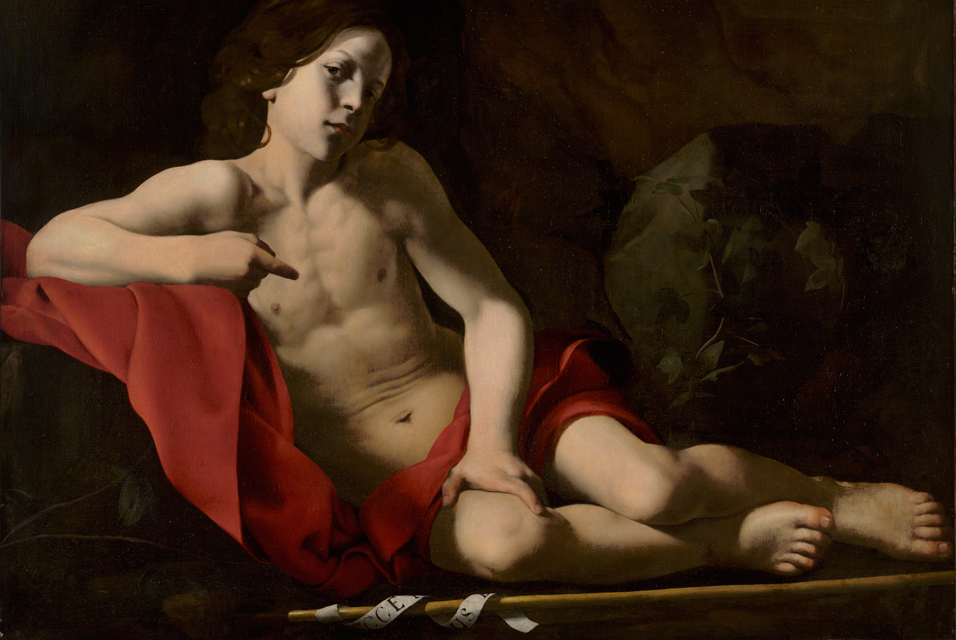
Молодой Иоанн Креститель в пустыне. Между 1610 и 1620. Холст, масло. Музей искусств, Беркли, Калифорния
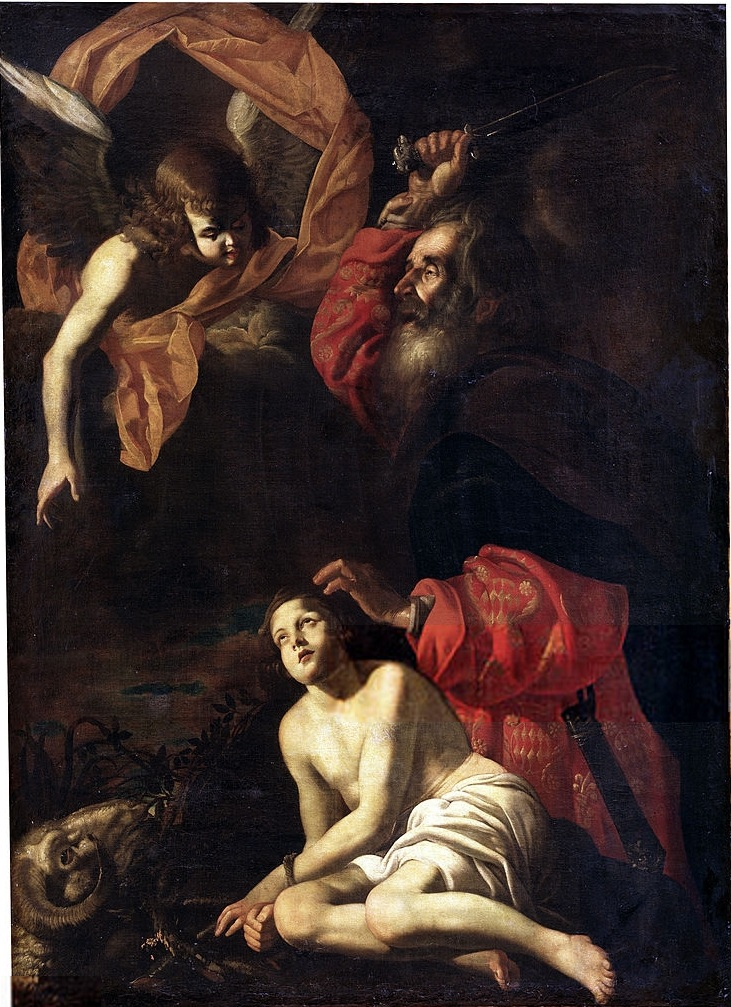
Жертвоприношение Исаака. Между 1615 и 1620. Холст, масло. Государственный музей изобразительных искусств им. А. С. Пушкина, Москва
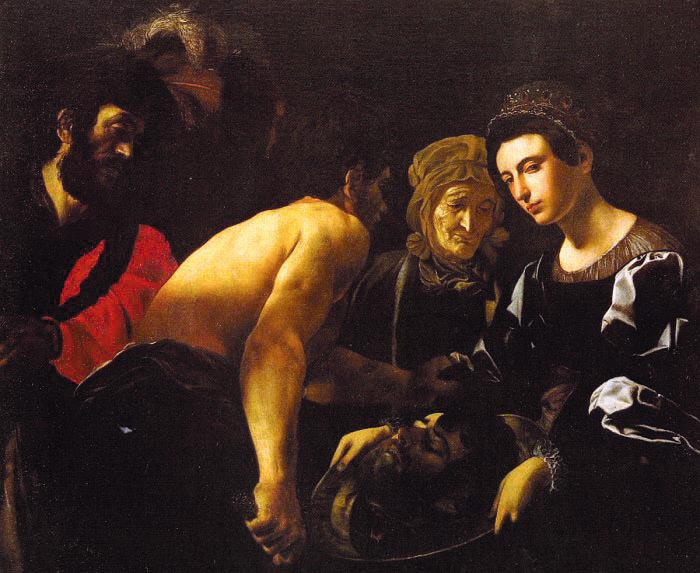
Саломея. Между 1615 и 1620. Холст, масло. Уффици, Флоренция
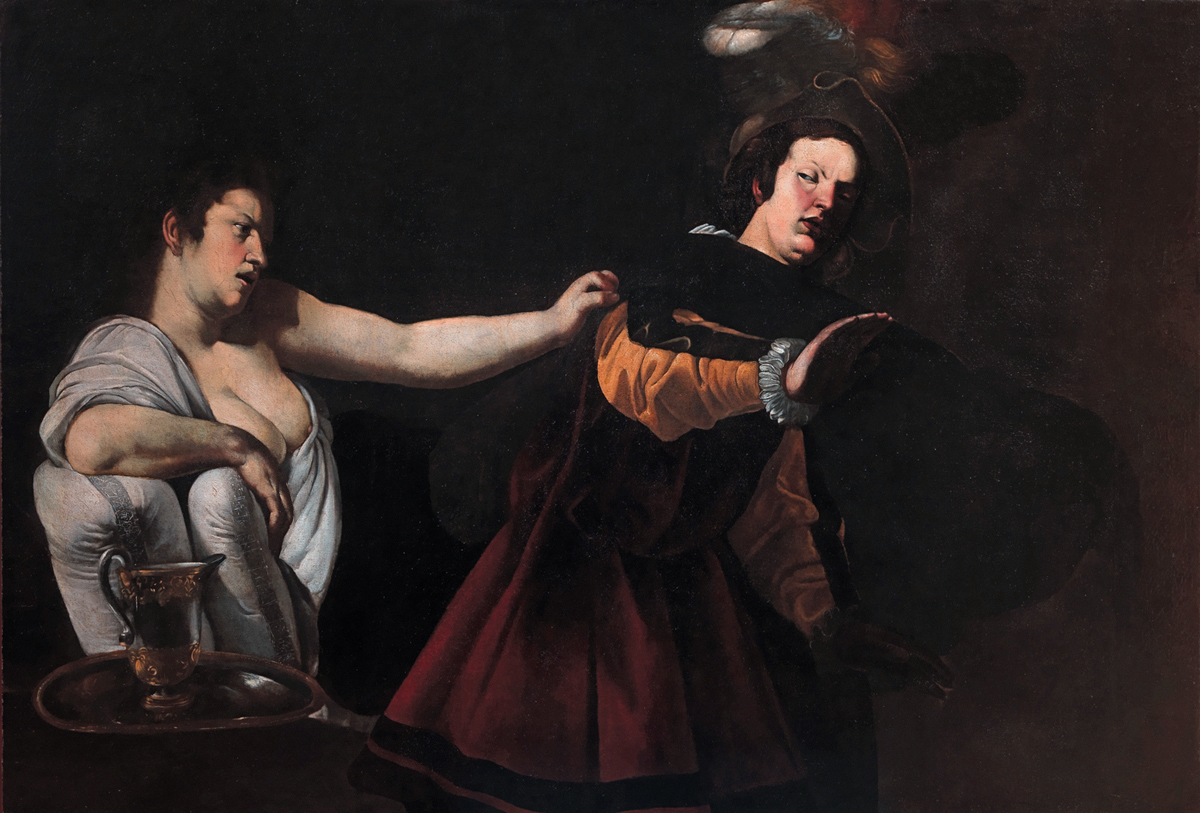
Иосиф и жена Потифара. Холст, масло. Фонд Маурицио Нобиле, Милан
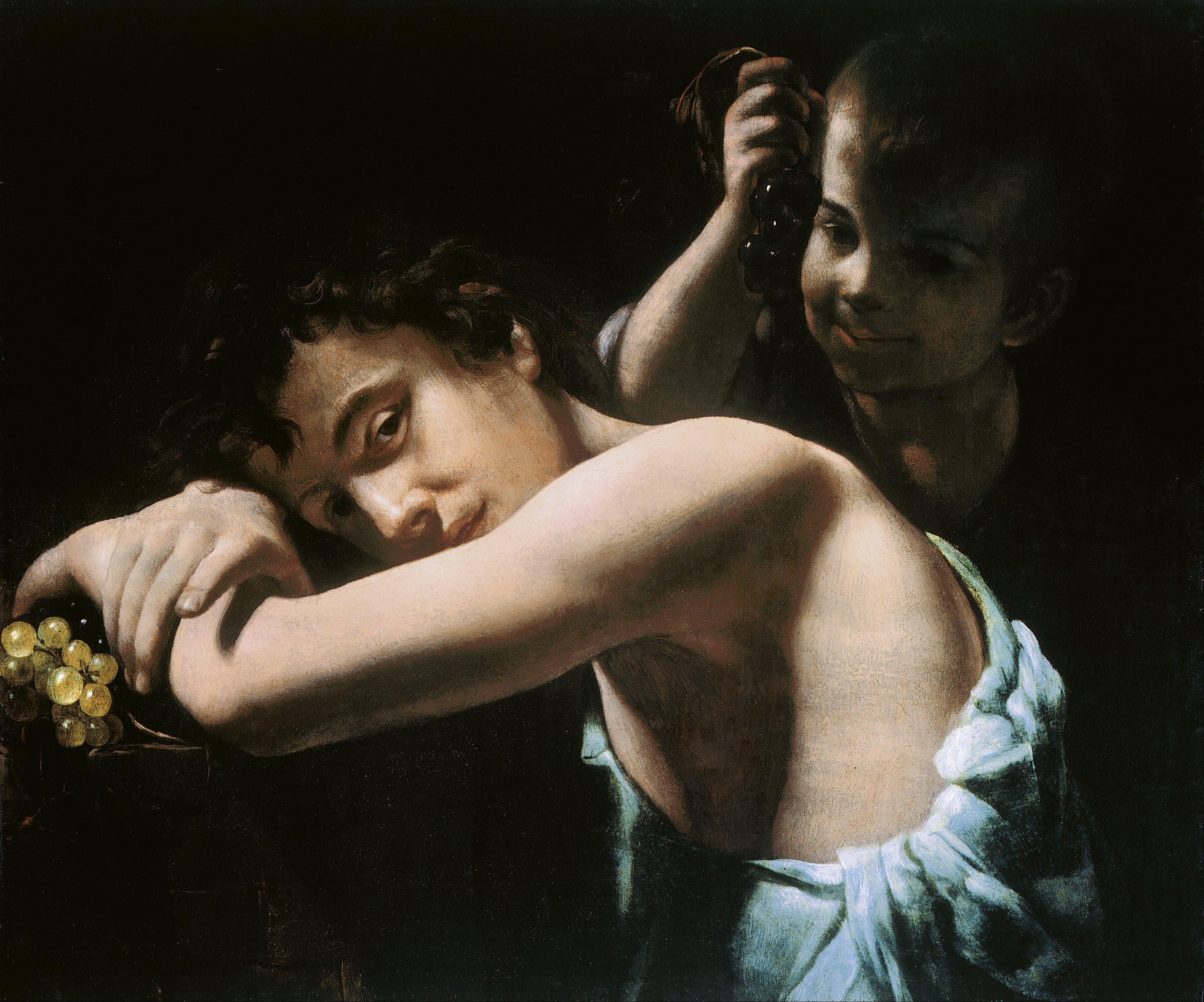
Двое юношей с виноградом. Между 1605 и 1610. Дерево, масло. Художественная галерея Южной Австралии, Аделаида
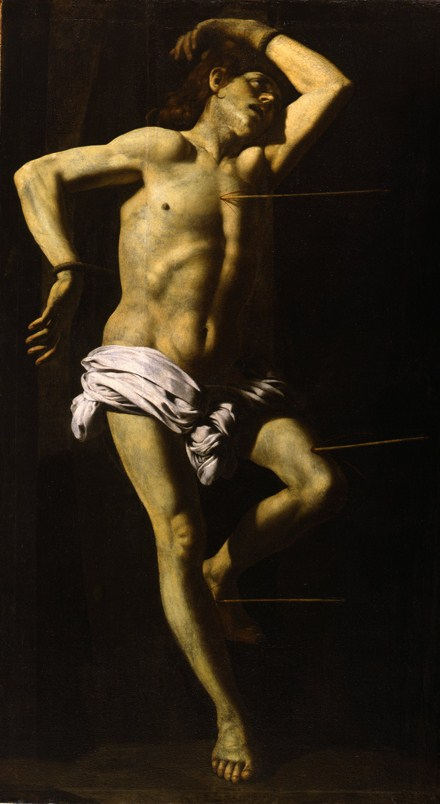
Святой Себастьян. Холст, масло. Музей Фогга, Кембридж, Массачусетс, США
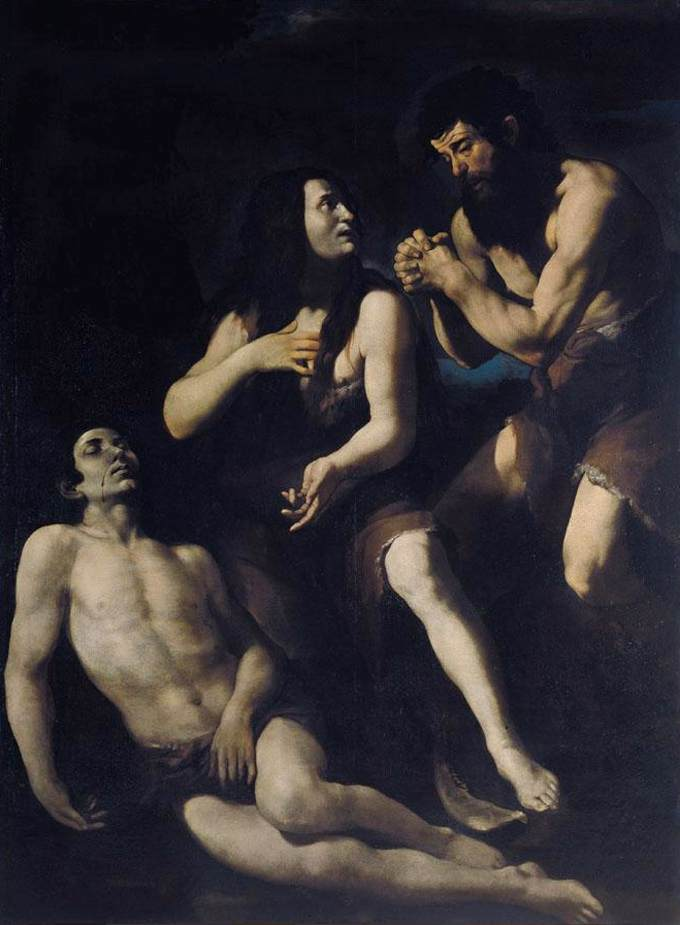
Адам и Ева оплакивают смерть Авеля. Холст, масло. Частное собрание